# MicroPython
MicroPython — реализация языка Python, написанная на C и предназначенная для выполнения на микроконтроллерах.
MicroPython включает в себя компилятор и среду выполнения, которые запускаются на микроконтроллере. Для взаимодействия пользователь может использовать интерактивную консоль для непосредственного выполнения программы. 
MicroPython включает в себя модули, позволяющие программисту использовать низкоуровневые возможности микроконтроллера.
Исходный код проекта доступен на GitHub и распространяется по лицензии MIT.

## История
MicroPython создан австралийским программистом Дэмиеном Джорджем. Средства на разработку были собраны на Kickstarter компании в 2013 году. Изначально MicroPython разрабатывался для основанной на чипе STM32F4 плате разработки PyBoard, но позднее стал поддерживаться большим количеством других платформ; также существуют неподдерживаемые версии.
В 2016 году версия MicroPython была создана, в рамках Python Software Foundation,  для встраиваемой системы  BBC Micro Bit.
В июле 2017 года на основе исходного кода MicroPython была создана его версия — CircuitPython — предназначенная для студентов и начинающих, для простого обучения и использования, которая имеет некоторые преимущества, по сравнению с оригиналом. Этот язык был портирован для работы на нескольких современных микроконтроллерах.
В 2017 году Microsemi разработала порт MicroPython на платформы архитектуры RISC-V.
В апреле 2019 года была разработан порт для Lego Mindstorms EV3 (см. Lego Mindstorms).

## Библиотеки
Собственные библиотеки
- btree — библиотека для работы с BTree базами данных
- framebuf — библиотека для создания двоичного изображения для внешних экранов
- machine — библиотека для работы с микроконтроллером
- micropython — библиотека для работы с собственными типами данных micropython
- network — библиотека для работы с сетью
- ubluetooth — библиотека для работы с Bluetooth
- ucryptolib — библиотека для шифрования
- uctypes — библиотека для взаимодействия с бинарными структурами

Также в сборках под некоторые платформы есть специфичные только для них библиотеки

## Компилятор
MicroPython включает в себя кросс-компилятор, который генерирует байт-код, (*.mpy). Байт-код может быть сгенерирован как непосредственно на микроконтроллере, так и на другом устройстве.
Прошивка MicroPython может использоваться без компилятора, используя только заранее сгенерированные файлы байт-кода формата *.mpy.